# Guillermo de Castellana

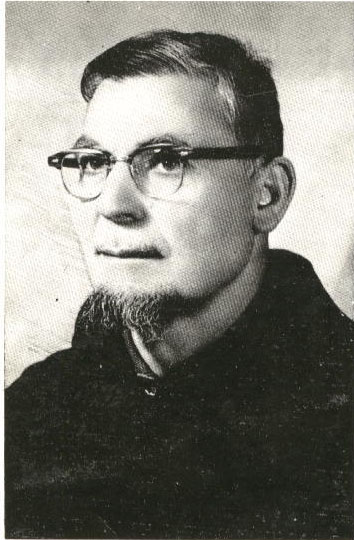
Padre Guillermo de Castellana, 1986

Francesco Bellina Bencivinni, besser bekannt als Padre Guillermo de Castellana (* 25. April 1912 in Castellana Sicula, Italien; † 30. Juli 1986 in Pasto, Kolumbien) war ein italienisch-kolumbianischer Geistlicher.

## Leben
Guillermo de Castellana promovierte in Philosophie und Soziologie an der Päpstlichen Universität Gregoriana mit einer Dissertation über „die philosophischen Grundlagen des Kommunismus“ (Las Bases Filosóficas del Comunismo, en el pensamiento de su más grande crítico).
1951 wanderte er nach Kolumbien aus, wo er in Pasto, auf der Grundlage seiner Filosofía Personalizante y Humanizadora, die Grundschule Asociación Escolar María Goretti, das halbprivate Mädchengymnasium I.E.M. María Goretti sowie die halbprivate Universitaria CESMAG gründete.

## Schriften (Auswahl)
- Angelicalmente Pura
- Un desconocido en el Club
- Bellas Leyendas Cristiana
- Flor Ensangrentada
- Las bienaventuranzas de la mujer
- Normas para una niña bien educada
- Recetas para ser Feliz
- Novena a Santa María Goretti
- Catecismo de la cultura Franciscana
- La vida del Cristiano es una vida de espera
- Filosofía Personalizante y Humanizadora